# Slagmoersleutel

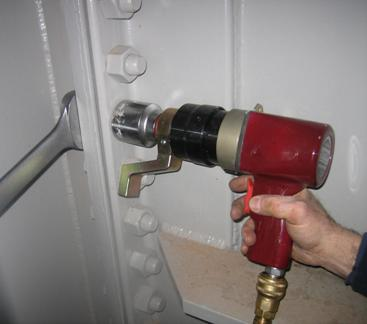
Pneumatische slagmoersleutel

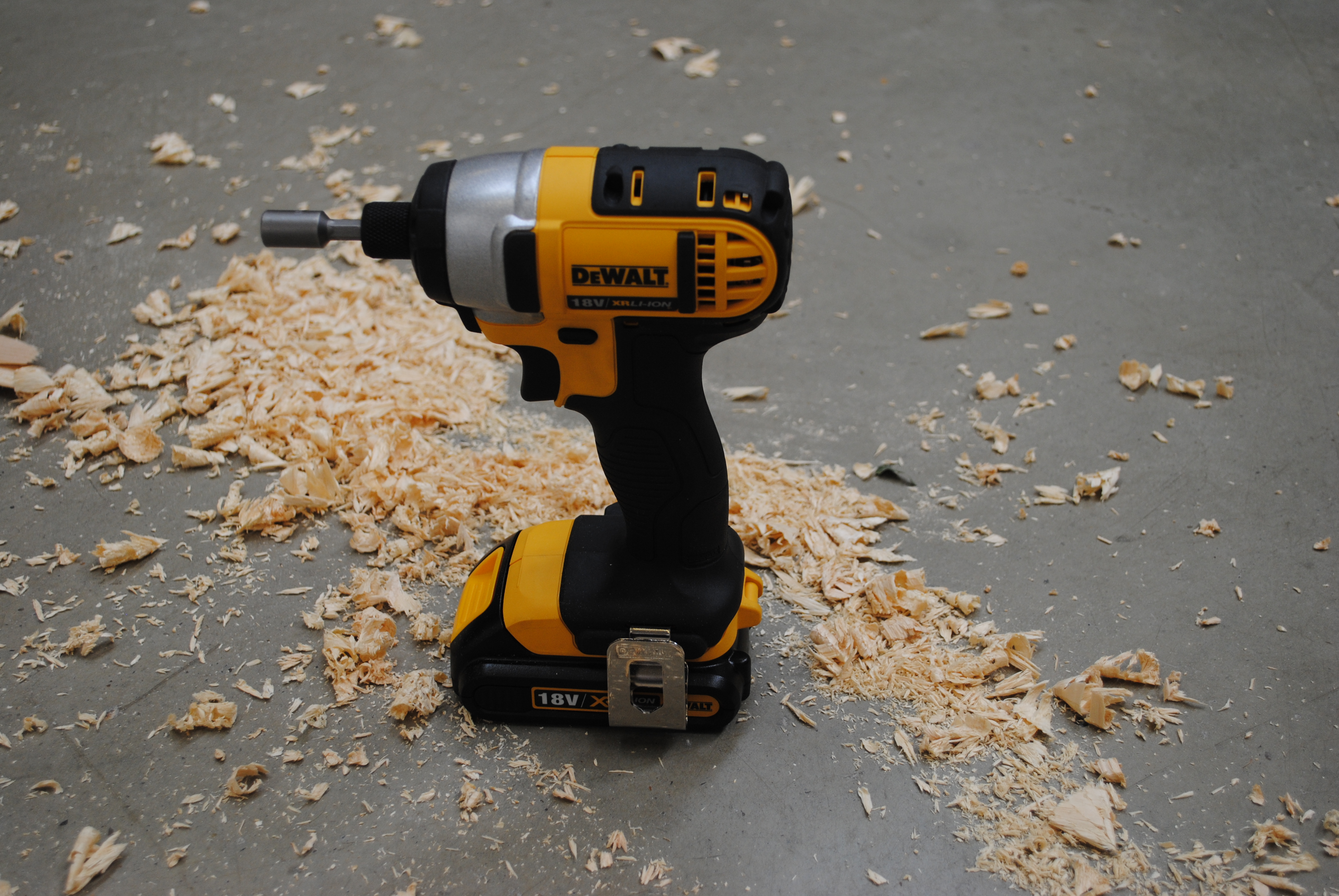
Elektrische slagmoersleutel dewalt

Een slagmoersleutel is een dopsleutelgereedschap dat is ontworpen om een hoog koppel te leveren met minimale inspanning van de gebruiker, door energie op te slaan in een roterende massa en deze vervolgens plotseling naar de uitgaande as te leveren. De slagmoersleutel werd uitgevonden door Robert H. Pott uit Evansville (Indiana) en staat ook bekend als boulonneur, luchtsleutel, ratelsleutel en draaimomentsleutel. 
Gecomprimeerde lucht is de meest gebruikte energiebron voor slagmoersleutels, hoewel ook elektrische of hydraulische energie worden benut. Draadloze elektrische slagmoersleutels worden sinds het midden van de jaren 2000 steeds populairder.

## Gebruik
Slagmoersleutels worden veel gebruikt in de industrie, zoals bij de herstellingen van motorvoertuigen, onderhoud van zwaar materieel, productassemblage, grote bouwprojecten… samengevat, elke situatie waar een hoog koppel vereist is. 
Voor productassemblage wordt vaak een pulsgereedschap gebruikt, omdat het een reactieloos aandraaien mogelijk maakt, terwijl het het geluidsniveau vermindert. Pulsgereedschappen gebruiken olie als medium om de kinetische energie van de hamer over te dragen naar de aambeeld. Dit geeft een soepelere impuls, een iets lager koppel-gewichtsverhouding en een eventueel uitschakelmechanisme dat het gereedschap uitschakelt wanneer het juiste koppel is bereikt. Pulsgereedschappen worden niet aangeduid als slagmoersleutels omdat de prestaties en technologie niet hetzelfde zijn.
Slagmoersleutels zijn verkrijgbaar in elke standaard dopsleutel aandrijfmaat, van kleine 1/4 inch (6,35 mm) aandrijfgereedschappen voor kleine assemblage en demontage, tot 3,5 inch (88,9 mm) en grotere vierkante aandrijvingen voor grote bouwprojecten.

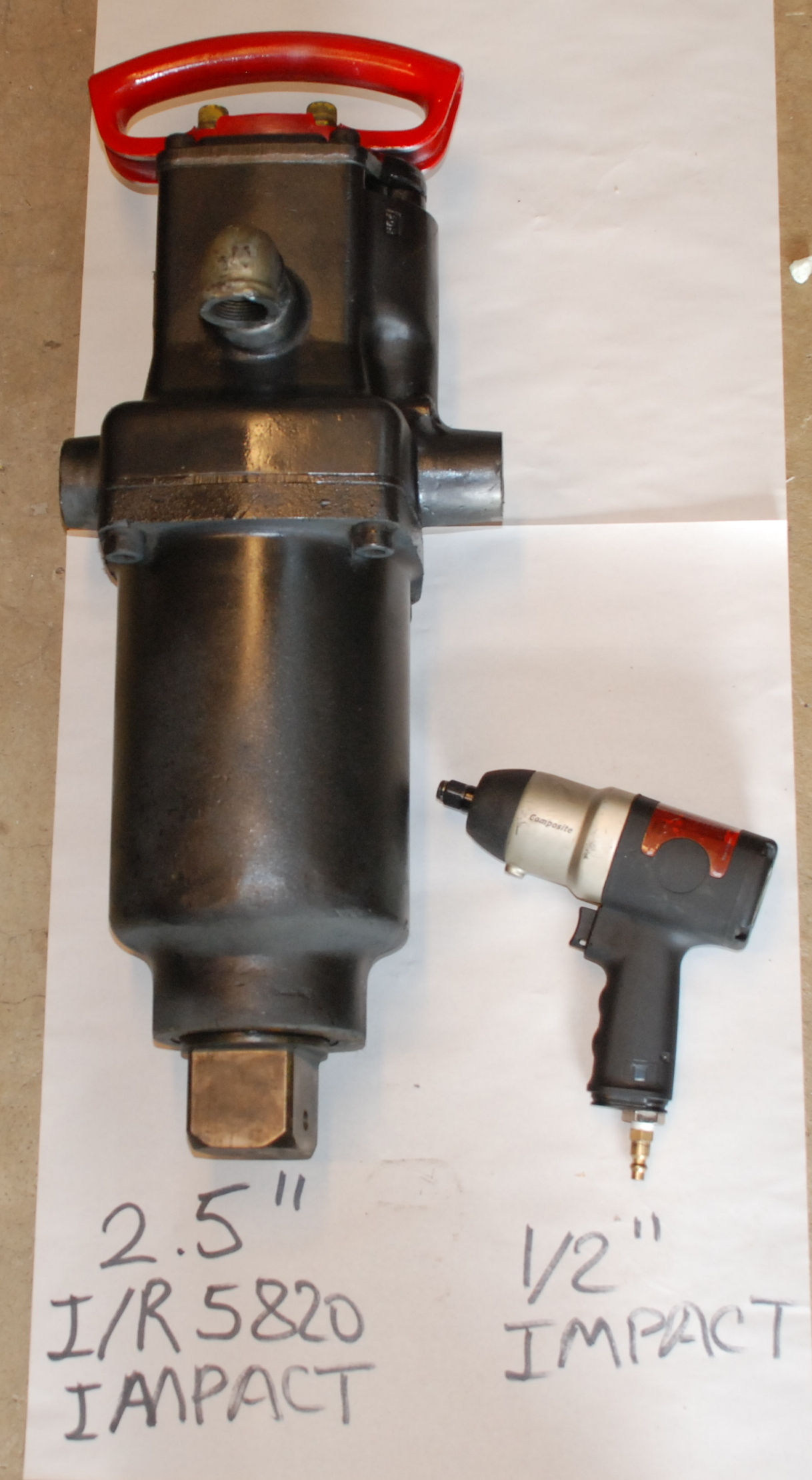
Verschillende groottes

## Werking
Een roterende massa versnelt door de motor, waarbij energie wordt opgeslagen, vervolgens wordt deze plotseling verbonden met de uitgaande as (het aambeeld). Hierbij ontstaat een hoog koppel-impact. Het hamermechanisme is zodanig ontworpen dat na het leveren van de impact de hamer opnieuw vrij kan draaien en niet vast blijft zitten. 

Interne werking

De enige reactiekracht, toegepast op het lichaam van het gereedschap, wordt geleverd door de motor die de hamer versnelt. Dankzij dit ontwerp voelt de operator dus heel weinig koppel, terwijl toch een zeer hoog piekkoppel naar de dop wordt geleverd. 
Dit is vergelijkbaar met een conventionele hamer: de gebruiker past een kleine, constante kracht toe om de hamer te laten zwaaien. Dit genereert een zeer grote impuls wanneer de hamer een object raakt. Het hamerontwerp vereist een bepaald minimumkoppel voordat de hamer apart van het aambeeld mag draaien. Bijgevolg stopt het gereedschap met hameren en kan het, in plaats daarvan, soepel de bevestigingsmiddelen aandraaien/losdraaien.